# 2021년 NBA 드래프트
2021년 NBA 드래프트(2021 NBA draft)는 전미 농구 협회(NBA) 연례 드래프트의 75번째 판이 2021년 7월 29일 뉴욕 브루클린의 바클레이스 센터에서 열렸다. NBA 드래프트는 코로나19 범유행으로 인해 코네티컷주 브리스톨에 위치한 ESPN 스튜디오에서 전년도 드래프트가 화상회의를 통해 진행된 이후 브루클린으로 돌아왔다. 디트로이트 피스톤스는 전체 1순위로 케이드 커닝햄을 선택했다. NBA는 드래프트 14~15순위 사이에 고(故) 테렌스 클라크에게 '의식적 지명'을 사용했다.